# قداد تركي
قداد تركي  (الاسم العلمي:Mesocricetus brandti) هو نوع من الحيوانات يتبع جنس قداد متوسط من فصيلة الفأرية.